# 토머스 테니슨
토머스 테니슨(Thomas Tenison, 1636년-1715년 12월 14일)은 캔터베리 대주교이다.
케임브리지셔 출신으로 1691년 링컨 주교가 되었고, 1694년 캔터베리 대주교가 되었다.